# رودلف فون يوربان
رودلف فون يوربان (بالإنجليزية: Rudolf von Urban) (بالألمانية: Rudolf Urbantschitsch) هو عالم نفس وطبيب نفسي نمساوي وأمريكي، ولد في 28 أبريل 1879 في فيينا في النمسا، وتوفي في 18 ديسمبر 1964 في كارميل-بي-ثي-سي في الولايات المتحدة بسبب مرض.
الممثل كريستوف فالتز هو حفيده.